# فرودگاه اورنج
فرودگاه اورنج (به انگلیسی: Orange Airport) یک فرودگاه همگانی با کد یاتا OAG است که یک باند فرود آسفالت دارد و طول باند آن ۱۶۷۶ متر است. این فرودگاه در کشور استرالیا قرار دارد و در ارتفاع ۹۴۹ متری از سطح دریا واقع شده است.